# Louis de Gannes de Falaise
Pour les articles homonymes, voir Gannes (homonymie) et Falaise (homonymie).
Louis-Joseph de Gannes, dit Louis, seigneur de Falaise (Buxeuil) et la Chancellerie (Poisay-le-Joli), dit le Chevalier de Falaise est né le 10 août 1664 à Buxeuil et décédé le 25 février 1714 à La Rochelle. Il est un militaire français, ayant vécu en Acadie. Il est le fils de Louis de Gannes, sieur de Falaise et de la Chancellerie, et de Françoise LeBloy,.

## Biographie
En 1692, Louis de Gannes est lieutenant d'infanterie au Régiment de la Marine pour le service du roi et signe « Le Chevalier de Falaise », puis devient Chevalier de Saint-Louis le 28 juin 1713. Il a pour enfant Michel de Gannes de Falaise, qui naît en 1702.
Marié à Barbe Denys en Nouvelle-France, Louis de Gannes aura une fille Louise ; pas d'enfant de son second mariage avec Louise Legardeur de Tilly ; et de son troisième mariage avec Marguerite Le Neuf de la Vallière, il aura 12 enfants. Devenue veuve, l'Acadienne Marguerite Le Neuf de la Vallière devint propriétaire de la Chancellerie à Poisay-le-Joli aujourd'hui Les Ormes.